# Тузара
Тузара (рум. Tuzara) — село в Каларашском районе Молдавии. Является административным центром коммуны Тузара, включающей также сёла Новачь и Новые Селишты.

## История
Согласно Спискам населенных мест Бессарабской губернии за 1859 год, на правом берегу располагалось Селище Тузора, ставшее основой современных Тузар. Селище Тузора — владельческое село при реке Бык в 50 дворов с 339 жителями (168 мужчин, 171 женщин). Имелась одна православная церковь. Село относилось к Кишинёвскому уезду Бессарабской губернии.
На левом берегу реки Бык находилось владельческое местечко Тузора Оргеевского уезда, позже ставшее волостным центром Калараш.

## География
Село расположено на высоте 107 метров над уровнем моря.

## Население
По данным переписи населения 2004 года, в селе Тузара проживает 803 человека (390 мужчин, 413 женщины).
Этнический состав села:
| Национальность | Число жителей | Процентный состав |
| -------------- | ------------- | ----------------- |
| молдаване      | 767           | 95.52             |
| украинцы       | 11            | 1.37              |
| русские        | 8             | 1.0               |
| цыгане         | 6             | 0.75              |
| румыны         | 4             | 0.5               |
| поляки         | 1             | 0.12              |
| гагаузы        | 1             | 0.12              |
| прочие         | 5             | 0.62              |
| Всего          | 803           | 100%              |